# Zonsverduistering van 1 mei 2079

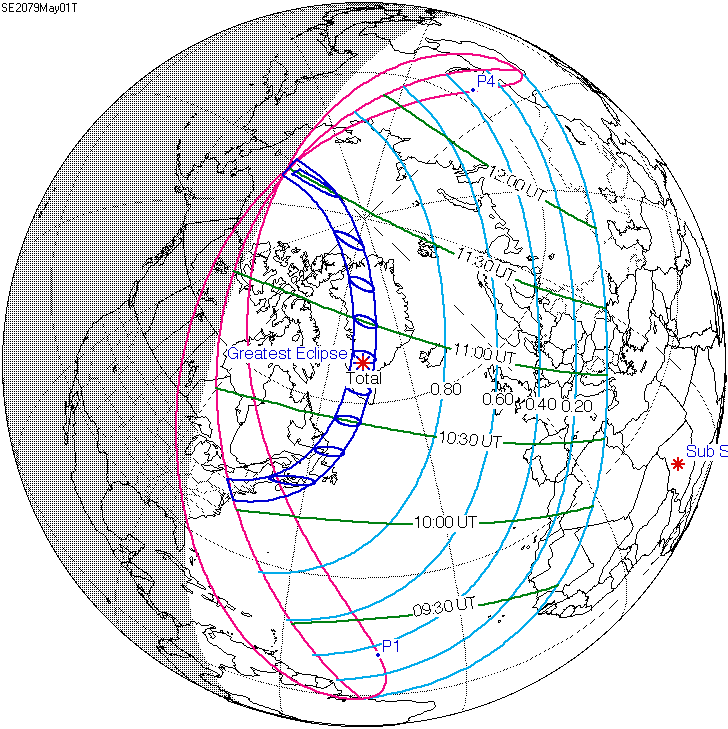
De zonsverduistering is te zien tussen de blauwe lijnen.

De totale zonsverduistering van 1 mei 2079 trekt veel over zee, maar is achtereenvolgens te zien in deze veertien deelgebieden : Pennsylvania, New York, Connecticut, Massachusetts, Vermont, New Hampshire, Maine, Nova Scotia, New Brunswick, Prince Edward Island, Newfoundland en Labrador, Québec, Groenland en Nunavut.

## Lengte

### Maximum
Het punt met maximale totaliteit ligt op Groenland ver van enige plaats op coördinatenpunt 66.1664° Noord / 46.3232° West en duurt 2m54,9s.

### Limieten
| Fenomeen                    | Code | Tijdstip UTC |
| --------------------------- | ---- | ------------ |
| Eerste contact bijschaduw   | P1   | 08:39:25.3   |
| Eerste contact kernschaduw  | U1   | 10:01:55.9   |
| Kernschaduw compleet vanaf  | U2   | 10:07:38.7   |
| Bijschaduw compleet vanaf   | P2   | Niet         |
| Maximum eclips              | GE   | 10:47:46.6   |
| Bijschaduw compleet t/m     | P3   | Niet         |
| Kernschaduw compleet t/m    | U3   | 11:27:26.7   |
| Laatste contact kernschaduw | U4   | 11:33:12.8   |
| Laatste contact bijschaduw  | P4   | 12:55:48.2   |